# William Stewart (remero)
William Stewart (11 de mayo de 1997) es un deportista británico que compite en remo.
Ganó una medalla de oro en el Campeonato Mundial de Remo de 2022 y dos medallas de oro en el Campeonato Europeo de Remo, en los años 2022 y 2025.

## Palmarés internacional
| Campeonato Mundial | Campeonato Mundial       | Campeonato Mundial | Campeonato Mundial |
| Año                | Lugar                    | Medalla            | Prueba             |
| ------------------ | ------------------------ | ------------------ | ------------------ |
| 2022               | Račice (República Checa) | Medalla de oro     | Cuatro sin timonel |
| Campeonato Europeo |                          |                    |                    |
| Año                | Lugar                    | Medalla            | Prueba             |
| 2022               | Múnich (Alemania)        | Medalla de oro     | Cuatro sin timonel |
| 2025               | Plovdiv (Bulgaria)       | Medalla de oro     | Ocho con timonel   |